# Jean-Jacques Mamba
Jean-Jacques Mamba, de son nom complet Jean-Jacques Mamba Kabamba, né le 5 août 1975 à Liège (Belgique)[réf. nécessaire], est un député congolais. 

## Biographie

### Enfance, éducation et débuts
Jean-Jacques Mamba, de son nom complet Jean-Jacques Mamba Kabamba est originaire du Kasaï[réf. nécessaire]. 

### Carrière
Il devient député pour le MLC,.